# Castello Rubino
Il Castello Rubino è una storica residenza di Andrate in Piemonte.

## Storia
La villa venne eretta come elegante residenza della famiglia Rubino, una famiglia di industriali biellesi attiva nel settore della produzione di strumenti agricoli e per l'artigianato. I lavori di costruzione vennero compiuti negli anni 1920.
La proprietà, passata in seguito alla famiglia Paracchi, è oggi in stato di abbandono.

## Descrizione
La villa sorge in località Croce Serra nel territorio comunale di Andrate a circa 915 metri d'altitudine. Gode di vista panoramica sull'anfiteatro morenico di Ivrea.
Il complesso è composto da una grande villa che riprende le fattezze di un castello con torri, loggiati e merlature. La residenza è circondata da un vasto parco racchiuso da una cerchia di mura.

## Galleria d'immagini

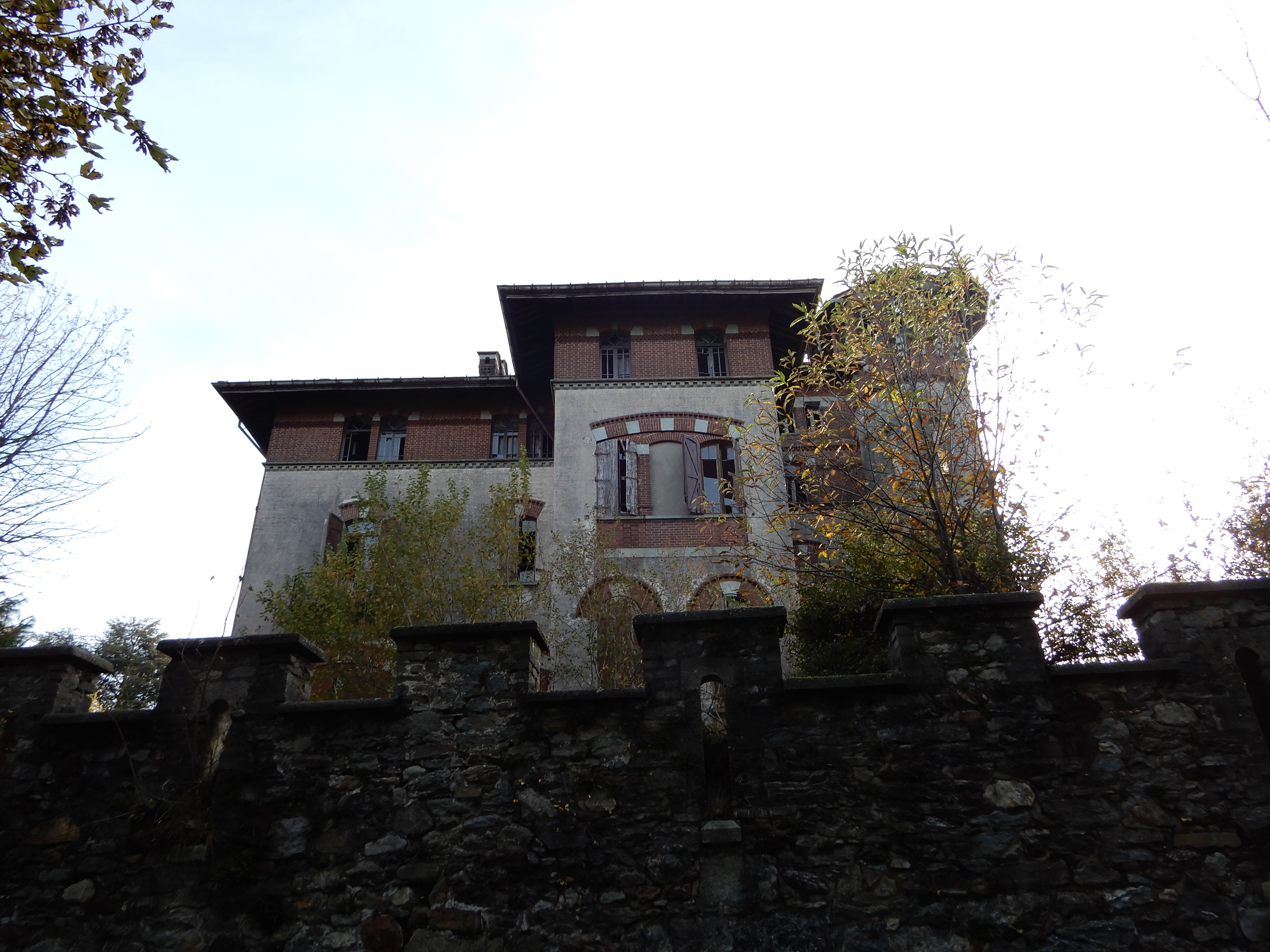
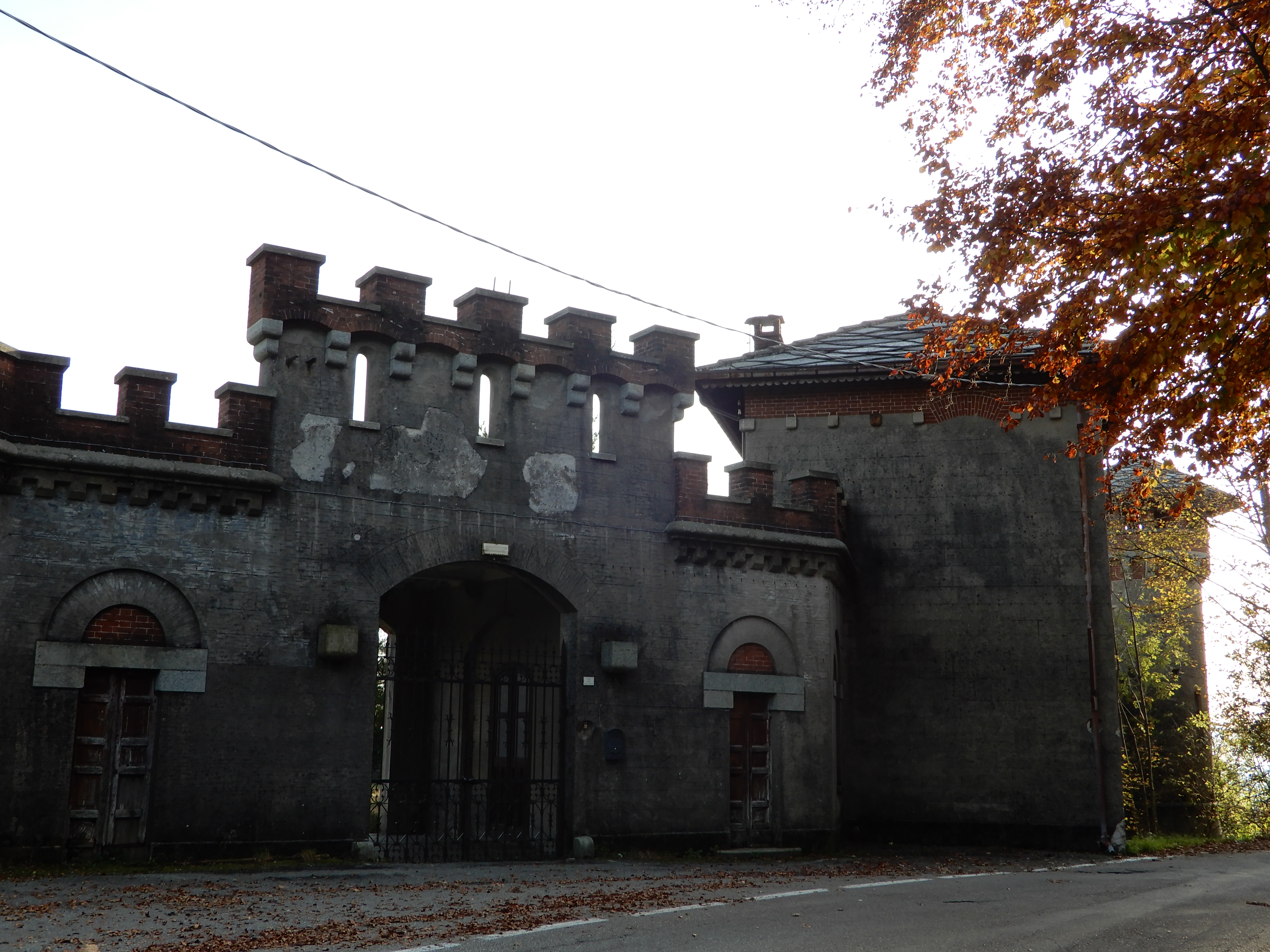
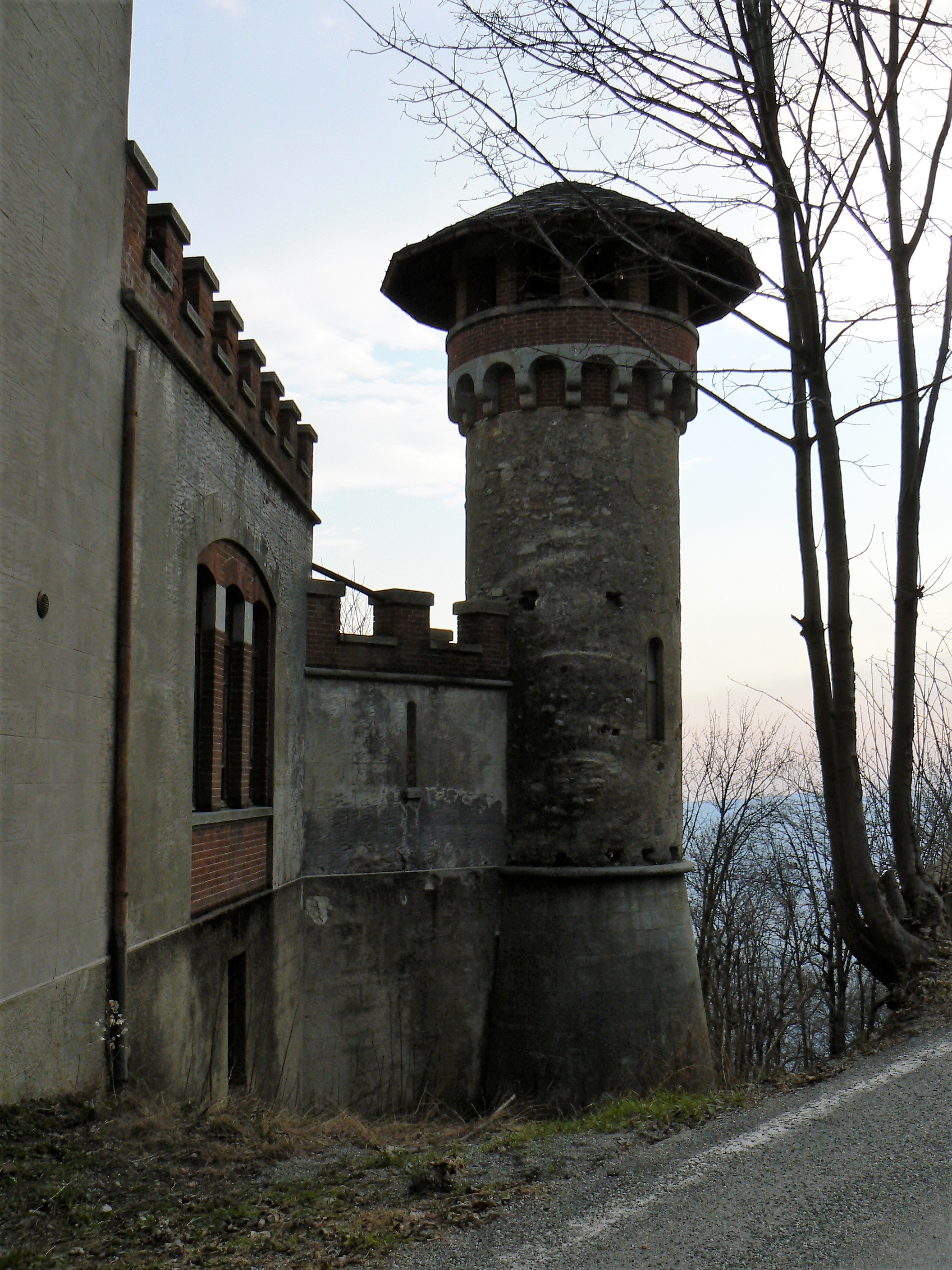